# Карољ Фогл
 Карољ Фогл (мађ. Károly Fogl (Ујпешт, 19. јануар 1895 — Будимпешта, 12. јануар 1969) био је професионални фудбалер који играо на позицијама одбрамбеног играча за мађарски прволигашки клуб клуб ФК Ујпешт и фудбалску репрезентацију Мађарске. Наступио је и на Летњим олимпијским играма 1924. године.

## Каријера

### Клуб
Фогл је своју фудбалску каријеру започео у клубу Мезеи Торна, а затим је 1912. године прешао у Спортско друштво Ујпешт Тереквеш. Две године касније придружио се Гимнастичком друштву Ујпешт, где је наступао током највећег дела каријере. Овде је постао један од најбољих бранилаца Мађарске. Заједно са његовим братом Јожефом формирали су сјајан дефанзивни пар који је у европском фудбалу постао познат као Фогл баријера. Године 1920. добио је титулу фудбалера године. У двадесетим годинама, Ференцвароши ТЦ и МТК су доминирали мађарским фудбалом, тако да Ујпешт никада није успео да освоји шампионат, друго место је било највише што је постигао и стигли су до финала купа, али га нису освојили. Међутим, у првенству 1929/30, Ујпешт је завршио први, иако је Фогл једва добио шансу. Ово му је била последња сезона у Ујпешту. Године 1931. на кратко је потписао уговор са Вашашом.

## Репрезентација
У јуну 1918. у Бечу је дебитовао у репрезентацији победом над Аустријанцима од 2 : 0. У новембру 1920. у репрезентацији су први пут заједно заиграла браћа Фогл, који су били кључне личности мађарске репрезентације 1920-их. Међутим, играо је заједно са Ђулом Мандијем на Олимпијским играма у Паризу 1924. Учествовао је на Европском купу нација, који је почео 1927. и први пут најављен, где је Мађарска завршила на четвртом месту. Свој педесетпрви и последњи репрезентативни меч одиграо је у априлу 1929. против Швајцарске. Постигао је 2 гола у дресу са грбом.

## Тренер
Након играчке каријере, постао је тренер Спортклуба из Софије и репрезентације Бугарске. Касније је управљао Јувентусом из Букурешта, а 1937. довео је Ђер ЕТО у мађарску највишу лигу НБ I по први пут у историји клуба. Био је менаџер пољског фудбалског клуба Варта Познањ у три наврата: 1938/39, 1947/48 и 1950/51, када је клуб довео до друге титуле националног шампиона 1947. године.
Преминуо је 12. јануара 1969. у Будимпешти.

## Достигнућа
.

### Играч
- шампион: 1929/30, 1930/31.
- друго место: 1920/21, 1922/23, 1926/27
- финалиста купа: 1922, 1923, 1925, 1927
- Турнир шампиона 1930.: првак 1930.
- Митропа куп (KK)
  - победник: 1929.

### Тренер
- шампион Бугарске: 1935.
- шампион Пољске: 1947.